# Sarah Bouhaddi
Sarah Bouhaddi, née le 17 octobre 1986 à Cannes, est une footballeuse internationale française qui évolue au poste de gardienne de but. Elle compte cent-quarante-neuf sélections en équipe de France entre 2004 et 2020. Elle a été désignée quatre fois meilleure gardienne du monde en 2016, 2017, 2018 et 2020.

## Biographie
Sarah Bouhaddi découvre le football en club à l'âge de 10 ans au club du SC Mouans-Sartoux. Elle n'est pas alors gardienne. Elle prend ce poste en remplacement d'un titulaire blessé lors d'un tournoi et est alors nommée meilleure gardienne de cette compétition. Elle joue ensuite dans les clubs du FC Mougins puis de l'OS Monaco.
Sélectionnée dans les équipes de France de jeunes, elle remporte en catégorie des moins de 19 ans le championnat d'Europe en 2003.
Elle fait sa première apparition en équipe de France le 21 février 2004 face à l'Écosse. En 2018, elle compte plus d'une centaine de sélections.
À partir de 2009, elle joue à l'Olympique lyonnais au poste de gardienne numéro 1. En juin 2021, elle rejoint l'OL Reign aux États-Unis pour disputer la saison 2021.
Le 18 janvier 2015, Sarah Bouhaddi marque son premier but sur penalty contre Albi (victoire 14-0).
Le 1er juin 2017, elle marque le tir au but de la victoire en finale de Ligue des Champions contre le Paris Saint-Germain.
Le 2 mai 2019, elle est sélectionnée pour disputer la coupe du monde 2019.
Au cours de l'été 2020, elle décide de se mettre en retrait de la sélection nationale en raison de différents l'opposant à Corinne Diacre, la sélectionneuse de l'Equipe de France.
Fin octobre 2020, alors que Corinne Diacre fait l'objet de critiques au sein de son groupe, Sarah Bouhaddi dénonce le travail et le comportement de la sélectionneuse : « Gagner un titre avec cette sélectionneuse me parait impossible. On vit dans un climat très, très négatif. Je ne me vois pas gagner quelque chose avec cette sélectionneuse, et beaucoup de joueuses le pensent aussi mais ne le disent pas. Cela ne fonctionnera pas, je peux mettre mes deux mains à couper que l'équipe de France ne gagnera pas l'Euro si Corinne Diacre reste. »
Le 30 janvier 2024, elle s'engage avec Arsenal, club qu'elle quitte 2 mois plus tard. Elle est actuellement sans club.

## Statistiques

### En club
| Saison                | Club                  | Championnat           | Championnat | Championnat | Coupe(s) nationale(s) | Coupe(s) nationale(s) | Supercoupe | Supercoupe | Compétition(s) continentale(s) | Compétition(s) continentale(s) | Compétition(s) continentale(s) | Total | Total |
| Saison                | Club                  | Division              | M.          | B.          | M.                    | B.                    | M.         | B.         | Comp.                          | M.                             | B.                             | M.    | B.    |
| 2002-2003             | CNFE Clairefontaine   | Division 1            | 13          | 1           | -                     | -                     | -          | -          | -                              | -                              | -                              | 13    | 1     |
| 2003-2004             | CNFE Clairefontaine   | Division 1            | 21          | 0           | -                     | -                     | -          | -          | -                              | -                              | -                              | 21    | 0     |
| 2004-2005             | CNFE Clairefontaine   | Division 1            | 17          | 0           | -                     | -                     | -          | -          | -                              | -                              | -                              | 17    | 0     |
| Sous-total            | Sous-total            | Sous-total            | 51          | 1           | -                     | -                     | -          | -          | -                              | -                              | -                              | 51    | 1     |
| 2005-2006             | Toulouse FC           | Division 1            | 22          | 0           | 4                     | 0                     | -          | -          | -                              | -                              | -                              | 26    | 0     |
| Sous-total            | Sous-total            | Sous-total            | 22          | 0           | 4                     | 0                     | -          | -          | -                              | -                              | -                              | 26    | 0     |
| 2006-2007             | FCF Juvisy            | Division 1            | 18          | 0           |                       |                       | -          | -          | C1                             | 1                              | 0                              | 19    | 0     |
| 2007-2008             | FCF Juvisy            | Division 1            | 16          | 0           | 3                     | 0                     | -          | -          | -                              | -                              | -                              | 19    | 0     |
| 2008-2009             | FCF Juvisy            | Division 1            | 12          | 0           | 3                     | 0                     | -          | -          | -                              | -                              | -                              | 15    | 0     |
| Sous-total            | Sous-total            | Sous-total            | 46          | 0           | 6                     | 0                     | -          | -          | -                              | 1                              | 0                              | 53    | 0     |
| 2009-2010             | Olympique lyonnais    | Division 1            | 7           | 0           | 3                     | 0                     | -          | -          | C1                             | 2                              | 0                              | 12    | 0     |
| 2010-2011             | Olympique lyonnais    | Division 1            | 14          | 0           | 3                     | 0                     | -          | -          | C1                             | 9                              | 0                              | 26    | 0     |
| 2011-2012             | Olympique lyonnais    | Division 1            | 19          | 0           | 3                     | 0                     | -          | -          | C1                             | 7                              | 0                              | 29    | 0     |
| 2012-2013             | Olympique lyonnais    | Division 1            | 18          | 0           | 4+1                   | 0                     | -          | -          | C1                             | 8                              | 0                              | 31    | 0     |
| 2013-2014             | Olympique lyonnais    | Division 1            | 20          | 0           | 4                     | 0                     | -          | -          | C1                             | 4                              | 0                              | 28    | 0     |
| 2014-2015             | Olympique lyonnais    | Division 1            | 18          | 1           | 3                     | 0                     | -          | -          | C1                             | 3                              | 0                              | 24    | 1     |
| 2015-2016             | Olympique lyonnais    | Division 1            | 8           | 0           | 4                     | 0                     | -          | -          | C1                             | 5                              | 0                              | 17    | 0     |
| 2016-2017             | Olympique lyonnais    | Division 1            | 17          | 0           | 0                     | 0                     | -          | -          | C1                             | 9                              | 0                              | 26    | 0     |
| 2017-2018             | Olympique lyonnais    | Division 1            | 21          | 0           | 1                     | 0                     | -          | -          | C1                             | 8                              | 0                              | 30    | 0     |
| 2018-2019             | Olympique lyonnais    | Division 1            | 18          | 0           | 1                     | 0                     | -          | -          | C1                             | 7                              | 0                              | 26    | 0     |
| 2019-2020             | Olympique lyonnais    | Division 1            | 16          | 0           | 2                     | 0                     | 1          | 0          | C1                             | 7                              | 0                              | 26    | 0     |
| 2020-2021             | Olympique lyonnais    | Division 1            | 19          | 0           | 0                     | 0                     | -          | -          | C1                             | 6                              | 0                              | 25    | 0     |
| 2021-2022             | Olympique lyonnais    | Division 1            | 4           | 0           | 0                     | 0                     | -          | -          | C1                             | 1                              | 0                              | 5     | 0     |
| Sous-total            | Sous-total            | Sous-total            | 199         | 1           | 29                    | 0                     | 1          | 0          | -                              | 76                             | 0                              | 305   | 1     |
| 2021                  | OL Reign (prêt)       | NWSL                  | 19+1        | 0           | -                     | -                     | -          | -          | -                              | -                              | -                              | 20    | 0     |
| Sous-total            | Sous-total            | Sous-total            | 20          | 0           | 0                     | 0                     | -          | -          | -                              | -                              | -                              | 20    | 0     |
| 2022-2023             | Paris Saint-Germain   | Division 1            | 15          | 0           | 0                     | 0                     | -          | -          | C1                             | 9                              | 0                              | 24    | 0     |
| Sous-total            | Sous-total            | Sous-total            | 15          | 0           | 0                     | 0                     | -          | -          | -                              | 9                              | 0                              | 24    | 0     |
| Total sur la carrière | Total sur la carrière | Total sur la carrière | 353         | 2           | 39                    | 0                     | 1          | 0          | -                              | 86                             | 0                              | 479   | 2     |

### En sélection
| Sélection | Année | Statistiques | Statistiques |
| Sélection | Année | Matchs       | Buts         |
| --------- | ----- | ------------ | ------------ |
| France    | 2004  | 2            | 0            |
| France    | 2005  | 7            | 0            |
| France    | 2006  | 12           | 0            |
| France    | 2007  | 9            | 0            |
| France    | 2008  | 4            | 0            |
| France    | 2009  | 9            | 0            |
| France    | 2010  | 0            | 0            |
| France    | 2011  | 1            | 0            |
| France    | 2012  | 18           | 0            |
| France    | 2013  | 12           | 0            |
| France    | 2014  | 14           | 0            |
| France    | 2015  | 11           | 0            |
| France    | 2016  | 16           | 0            |
| France    | 2017  | 11           | 0            |
| France    | 2018  | 8            | 0            |
| France    | 2019  | 14           | 0            |
| France    | 2020  | 1            | 0            |
| Total     | Total | 149          | 0            |

## Palmarès

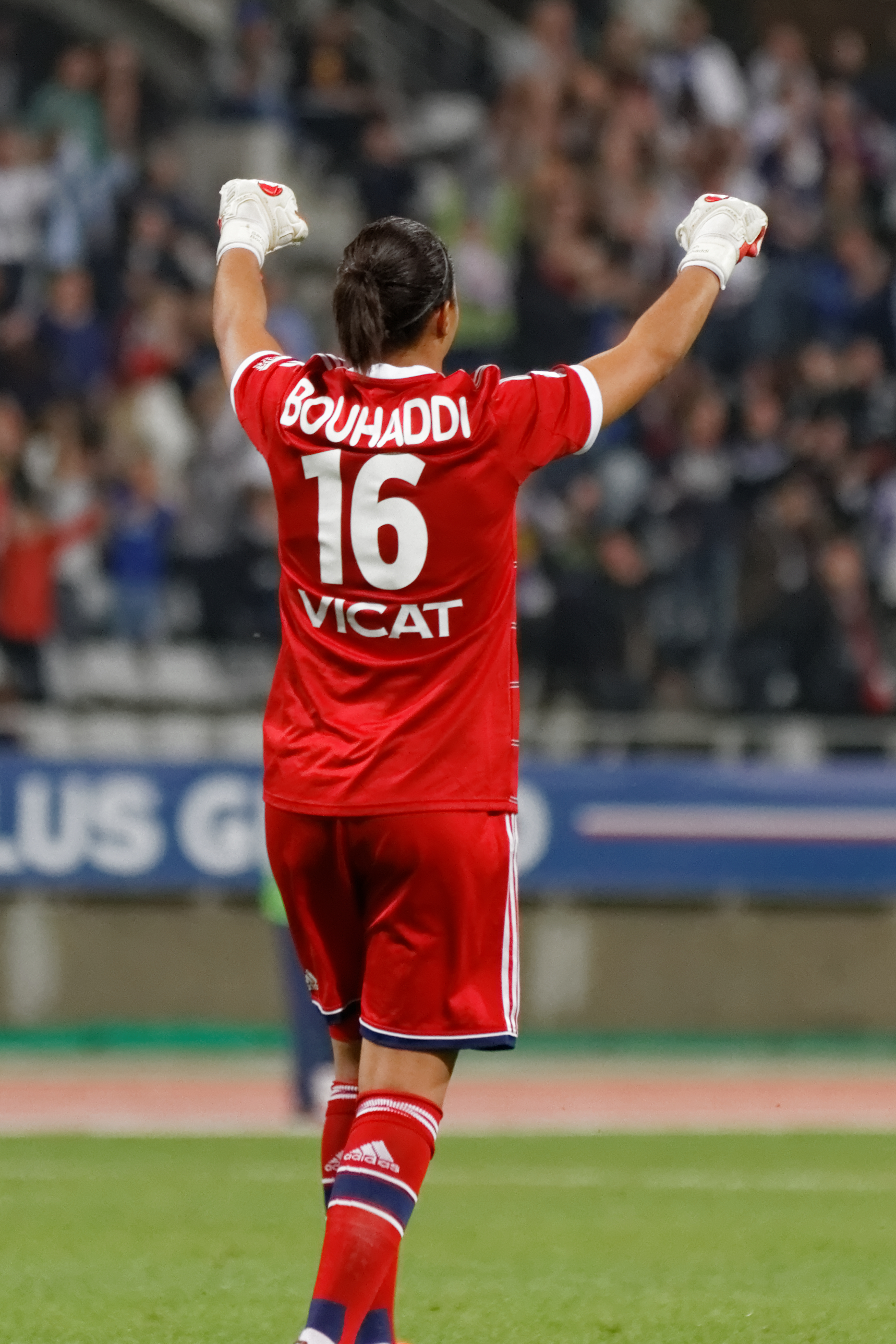
Sarah Bouhaddi lors du match PSG-Lyon, le 29 septembre 2013.

### En club
| Palmarès |
| --- |
| Olympique lyonnais: - Championnat de France (12) : - Championne : 2010, 2011, 2012, 2013, 2014, 2015, 2016, 2017, 2018, 2019, 2020 et 2022 - Coupe de France (8) : - Vainqueur : 2012, 2013, 2014, 2015, 2016, 2017, 2019 et 2020 - Trophée des championnes (1) : - Vainqueur : 2019 - Ligue des champions (8) : - Vainqueur : 2011, 2012, 2016, 2017, 2018, 2019, 2020 et 2022 - Mobcast Cup (1) : - Vainqueur : 2012 - Women's International Champions Cup (2) : - Vainqueur : 2019 et 2022 - Trophée Veolia Féminin (1) : - Vainqueur : 2020 - Valais Cup (1) : - Vainqueur : 2014 |

### En sélection
| Palmarès |
| --- |
| Équipe de France Féminine : - Coupe de Chypre (2) : - Vainqueur en 2012 et 2014 - SheBelieves Cup (1) : - Vainqueur en 2017 - Championnat d'Europe de football féminin des moins de 19 ans : - Vainqueur en 2003 - Championnat d'Europe de football féminin des moins de 19 ans : - Finaliste en 2005 |

## Distinctions personnelles
Depuis le début de sa carrière professionnelle Sarah Bouhaddi a remporté plusieurs récompenses nationales et internationales. Elle remporte l'IFFHS World Awards de la meilleure gardienne du monde à quatre reprises en 2016, 2017, 2018 et 2020. Lors de la cérémonie des UEFA Awards de 2020, elle remporte le prix de la meilleure gardienne de la saison en UEFA Women's Champion's League. Elle reçoit également un Lion de Bronze lors de la cérémonie des Lions du sport 2017, qui récompense les meilleurs athlètes de l'agglomération lyonnaise. En Octobre 2020, Sarah et les joueuses de l'Olympique lyonnais reçoivent la médaille des légendaires par le président de la Fédération française de football Noël le Graët. Elle est également nommée pour le Ballon d'Or féminin 2019, finissant vingtième du classement final. Elle remporte le prix The Best, Gardienne de but de la FIFA 2020.
| Pays       | Distinctions                     | Catégorie                                      | Date | Résultats |
| ---------- | -------------------------------- | ---------------------------------------------- | ---- | --------- |
| Allemagne  | IFFHS World Awards               | Meilleure gardienne du monde                   | 2016 | Lauréat   |
| Allemagne  | IFFHS World Awards               | Meilleure gardienne du monde                   | 2017 | Lauréat   |
| Allemagne  | IFFHS                            | Gardienne de l'équipe mondiale féminine IFFHS  | 2017 | Lauréat   |
| France     | Lions du Sport                   | Lion de Bronze de la meilleure athlète de Lyon | 2018 | Lauréat   |
| Allemagne  | IFFHS World Awards               | Meilleure gardienne du monde                   | 2018 | Lauréat   |
| Allemagne  | IFFHS                            | Gardienne de l'équipe mondiale féminine IFFHS  | 2018 | Lauréat   |
| Suisse     | UEFA Awards                      | Meilleure gardienne de la saison               | 2020 | Lauréat   |
| France     | Fédération Française de football | Médaille des légendaires                       | 2020 | Lauréat   |
| Allemagne  | IFFHS                            | Gardienne de l'équipe mondiale féminine IFFHS  | 2020 | Lauréat   |
| Allemagne  | IFFHS World Awards               | Meilleure gardienne du monde                   | 2020 | Lauréat   |
| Angleterre | HFH Awards                       | Meilleure gardienne de l'année                 | 2020 | Lauréat   |
| Angleterre | HFH Awards                       | Gardienne de l'équipe type de l'année          | 2020 | Lauréat   |